# ぽこすかうぉーず
ぽこすかうぉーずは、アダルトゲームソフトハウス5社合同で2005年に開催されたピースソフトのWEBゲーム大会。

## 概要
バーのタイミングを計ってクリックもしくはスペースキーを押すミニゲーム。
開催期間は2005年1月29日〜2月20日。
プレイ結果はスコアランキングに反映され、メーカー独自の選考基準でプレゼントがあった。

## 登場キャラクター
- PeasSoft
  - Princess：若宮 葉月（つくしてあげるの！）
  - Enemy：野乃原 えほん（同上）
- ハイクオソフト
  - Princess：高麗 恋（すくみずポリス）
  - Enemy：春日部 三太（同上）
- HOOK
  - Princess：起留&消し子（Like Life）
  - Enemy：氷庫（同上）
- Lass
  - Princess：藤見 たまき（3days 〜満ちてゆく刻の彼方で〜）
  - Enemy：黒衣の男（同上）
- MOONSTONE
  - Princess：深峰 莉子（Gift 〜ギフト〜）
  - Enemy：藤宮 千紗&ジンタ（同上）

## 製作スタッフ
- 企画・製作・管理：PeasSoft
- 提供・協賛：ハイクオソフト、HOOK、Lass、MOONSTONE
- キャラクター原画：ザンクロー（sys3.6.3）
- 声優：藤原鞠菜（ふじわらんど）、白井辿（BABY TALK）
- ゲームプログラム：さんかく（Flash素材＆Flashゲーム工房）
- 効果音：多夢（TAM Music Factory）
- 音楽：SENTIVE（level of out）
- ゲーム背景：キハリ（ドランクモンキイ）
- 開催協賛webサイト：電撃オンライン、週刊ぎゃるっ娘通信

## 関連ゲーム
- 走れ！ころん！ - 2004年6月のピースソフトのWEBゲーム大会
- PekoPeko Pon !! - 2004年10月の3社合同のWEBゲーム大会
- ご近所戦隊ジャンガード！ポンジャン！ - 2005年9月のピースソフトのWEBゲーム大会
- じゃんが大戦 - 2006年4月の8社合同のWEBゲーム大会
- ぽこすか戦記 - 2007年の6社と1誌合同のWEBゲーム大会